# The Legend of Heroes: Trails from Zero
The Legend of Heroes: Trails from Zero (яп. 英雄伝説零の軌跡, эиюː дэнсэцу дзэро но кисэки) — ролевая игра, разработанная японской студией Nihon Falcom. Игра входит в серию The Legend of Heroes и её подсерию Trails, является непрямым продолжением The Legend of Heroes: Trails in the Sky the 3rd, вместе со своим сиквелом, The Legend of Heroes: Trails to Azure, рассказывает о событиях в городе-государстве Кроссбелл.
Изначально Trails from Zero была выпущена в 2010 году на PlayStation Portable только в Японии, в 2011 году была портирована на Windows для выпуска в Китае. В 2012 году вышла на PlayStation Vita, в 2020 на PlayStation 4 и в 2021 на Nintendo Switch. Летом 2021 года был анонсирован выпуск игры в странах запада с субтитрами на английском языке, который должен состояться осенью 2022 года на PlayStation 4, Nintendo Switch и Windows.

## Игровой процесс
Игровой процесс схож с предыдущими играми Trails. Игрок управляет группой персонажей, которая способна перемещаться между локациями, взаимодействовать с другими персонажами и вступать в битвы для продвижения по сюжету и выполнения сторонних заданий. В игре нет случайных встреч, все враги отрисованы. Если персонаж подойдёт вплотную к врагу, то начнётся битва, происходящая в отдельном режиме. Сражения в игре происходят на плоском сетчатом поле, по которому герои и их противники могут передвигаться в порядке ходов, предпринимая те или иные действия. Очерёдность ходов отображается в левой части экрана, игрок способен на неё влиять. Кроме шкалы здоровья персонажи имеют ещё две шкалы, одна из них расходуется на магические заклинания, а ещё одна на уникальные для каждого персонажа навыки.

## Сюжет

### Сеттинг
События игры происходят в вымышленном мире, в городе Кроссбелл (яп. クロスベル) и его окрестностях, через три месяца после событий Trails in the Sky the 3rd. Кроссбелл расположен между империей Эребония (яп. エレボニア帝国) и республикой Калвард (яп. カルバード共和国), каждая из которых провозглашает Кроссбелл частью своей территории.

### История
Игра начинается с возвращения в город Ллойда Баннингса (яп. ロイド·バニングス) окончившего полицейскую академию и назначенного в Кроссбелл. Ллойд попадает в новый отдел полиции, который возглавляет Сергей Ро (яп. セルゲイ·ロウ). Наряду с Ллойдом в отдел попадают ещё три новобранца: девушка из богатой семьи Эли Макдауэлл (яп. エリィ·マクダエル), бывший солдат Рэнди Орландо (яп. ランディ·オルランド) и ребёнок-гений Тио Плато (яп. ティオ·プラトー). Новый отдел призван повысить доверие граждан к полиции и составить конкуренцию гильдии Брейсеров. Героям предстоит выяснить обстоятельства смерти брата Ллойда, погибшего за три года до событий, столкнуться с тёмными схемами правительства города, организованной преступностью и даже древним культом.

## Отзывы прессы
| Русскоязычные издания | Русскоязычные издания |
| Издание               | Оценка                |
| --------------------- | --------------------- |
| StopGame.ru           | Изумительно           |

Японский журнал Famitsu оценил оригинальную версию игры на 31 балл из 40 (8/8/8/7), а версию Evolution выпущенную на PlayStation Vita на 33 из 40 (8/9/8/8). Рецензенты назвали игру очаровательной и необыкновенной, отмечали медленное развитие сюжета.
Игра получила награду «Выбор игроков» на PlayStation Awards 2010.